# Viva Zapata!
Viva Zapata! is een film uit 1952 van regisseur Elia Kazan. De hoofdrollen zijn voor Marlon Brando, Jean Peters, Anthony Quinn en Joseph Wiseman.

## Inhoud

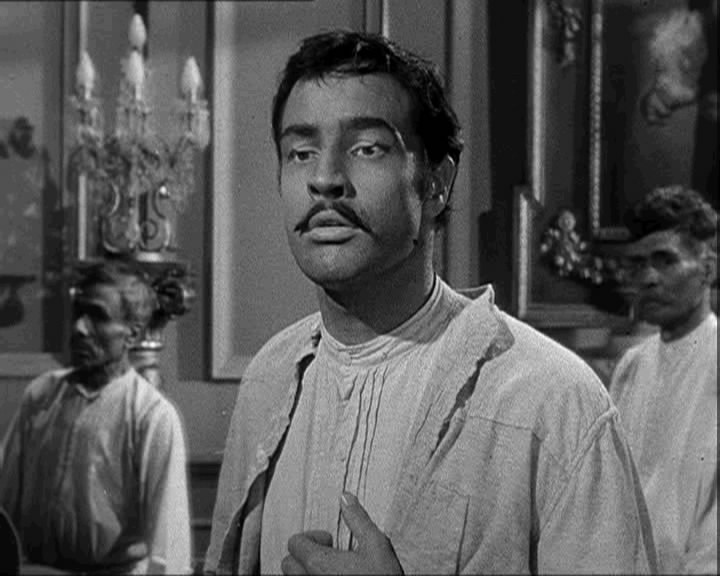
Marlon Brando als Emiliano Zapata.

Het verhaal van Viva Zapata! speelt zich af aan het begin van de 20e eeuw. In Mexico strijden enkele rebellen onder leiding van Emiliano Zapata (Brando) tegen de dictatuur van de corrupte president Porfirio Díaz.

## Rolverdeling
| Acteur               | Personage                |
| -------------------- | ------------------------ |
| Marlon Brando        | Emiliano Zapata          |
| Jean Peters          | Josefa Zapata            |
| Anthony Quinn        | Eufemio Zapata           |
| Joseph Wiseman       | Fernando Aguirre         |
| Arnold Moss          | Don Nacio                |
| Alan Reed            | Pancho Villa             |
| Margo                | Soldadera                |
| Harold Gordon        | Francisco Ignacio Madero |
| Lou Gilbert          | Pablo                    |
| Frank Silvera        | Victoriano Huerta        |
| Florenz Ames         | Señor Espejo             |
| Richard Garrick      | oude generaal            |
| Fay Roope            | Porfirio Díaz            |
| Mildred Dunnock      | Señora Espejo            |
| Henry Silva          | Hernández                |
| Ross Bagdasarian Sr. | officier                 |

## Academy Awards

### Gewonnen
- Best Actor in a Supporting Role - Anthony Quinn

### Genomineerd
- Best Actor in a Leading Role - Marlon Brando
- Best Art Direction-Set Decoration - Lyle R. Wheeler, Leland Fuller, Thomas Little, Claude E. Carpenter
- Best Music - Alex North
- Best Writing - John Steinbeck

## Trivia
- Anthony Quinn was teleurgesteld wanneer hij vernam dat de rol van Emiliano Zapata ging naar Marlon Brando. Quinn vond dat hij meer op een Latijns-Amerikaan leek dan Brando. De twee hebben uiteindelijk besloten om een weddenschap aan te gaan: wie het verst in de Rio Grande kon urineren, kreeg de rol van Emiliano Zapata. Brando won en Quinn moest tevreden zijn met de rol van Eufemio Zapata, de broer van Emiliano. Quinn won wel een Oscar voor zijn vertolking.
- Diezelfde Quinn speelde de rol van Stanley in het toneelstuk A Streetcar Named Desire van Tennessee Williams. In de filmversie van dat toneelstuk, speelde Marlon Brando de rol van Stanley. Op de set hadden de twee acteurs enorm veel respect voor elkaar en gedroegen ze zich als echte broers.